# Егинколь
Егинколь (каз. Егінкөл) — озеро в Фёдоровском районе Костанайской области Казахстана. Находится в 20 км к юго-западу от посёлка Костычевка.
По данным топографической съёмки 1944 года, площадь поверхности озера составляет 1,14 км². Наибольшая длина озера — 1,6 км, наибольшая ширина — 1,1 км. Длина береговой линии составляет 4,1 км, развитие береговой линии — 1,08. Озеро расположено на высоте 208 м над уровнем моря.